# Ciprofloxacina
La ciprofloxacina és un antibiòtic i, per tant, s'utilitza per tractar diverses infeccions bacterianes. Això inclou infeccions òssies i articulars, infeccions intraabdominals, cert tipus de diarrea infecciosa, infeccions del tracte respiratori, infeccions cutànies, febre tifoide i infeccions del tracte urinari, entre d'altres. Per a algunes infeccions s'utilitza a més d'altres antibiòtics. Es pot prendre per via oral, en gotes d'ulls o per via intravenosa.

Els efectes secundaris comuns inclouen nàusees, vòmits, diarrea i erupció cutània. La ciprofloxacina augmenta el risc de ruptura del tendó. En persones amb miastènia gravis, hi ha un empitjorament de la debilitat muscular. Les taxes d'efectes secundaris semblen més elevats que alguns grups d'antibiòtics, com cefalosporines, però inferiors a altres, com la clindamicina. Els estudis en altres animals plantegen preocupacions sobre l'ús durant l'embaràs. Tanmateix, no es van identificar problemes en els nens d'un nombre reduït de dones que van prendre la medicació. Sembla segur durant la lactància materna. És una fluoroquinolona de segona generació amb un ampli espectre d'activitat que sol donar com a resultat la mort dels bacteris.
Ciprofloxacina es va introduir el 1987. Està en la Llista de medicaments essencials de l'OMS, els medicaments més eficaços i segurs necessaris en un sistema de salut. Està disponible com a medicació genèrica i no gaire cara. El cost a l'engròs en el món en desenvolupament es troba entre 0,03 i 0,13 dòlars dels EUA per dosi.